# Day Six
Day Six ist eine niederländische Progressive-Metal und Rock-Band, die im Jahr 2002 in Someren gegründet wurde.

## Geschichte
Die Band wurde im Jahr 2002 gegründet. Das Debütalbum folgte im Oktober 2003 unter dem Namen Eternal Dignity. Es folgten diverse Live-Auftritte, die sie im nächsten Jahr fortsetzten, wobei die Gruppe an zwei niederländischen Bandcontests, dem Metal Battle und dem Aardschok Metal Bash, teilnahmen. Als Preis erhielt die Band eine Möglichkeit, mehrere Tage lang Lieder in einem professionellen Studio aufzunehmen. Daraus entstand ein Demo, von dem auch zwei Lieder auf dem nächsten Album erscheinen sollten. Das Album Grand Design wurde von Jochem Jacobs (Split Second Sound, Textures) abgemischt und gemastert und im Juni 2010 weltweit bei Lion Music veröffentlicht. Im selben Jahr hielt die Band außerdem eine Tour durch England. Im Jahr 2011 hielt die Band eine Tour durch die Niederlande und Deutschland zusammen mit Threshold. Außerdem spielte die Band auf dem britischen Fused Festival zusammen mit Bands wie Threshold und Vanden Plas.

## Stil
Die Band spielt progressiven Rock und Metal und wird als eine Mischung aus Dream Theater, Pink Floyd und Porcupine Tree beschrieben.

## Diskografie
- 2002: The World Beyond Earth (Demo, Eigenveröffentlichung)
- 2003: Eternal Dignity (Album, Iceman Records)
- 2005: Promo 2005 (Demo, Eigenveröffentlichung)
- 2010: The Grand Design (Album, Lion Music)
- 2017: Solitary League (Album, Lion Music / H’Art)